# Pavetta urophylla
Espèce
Synonymes
- Pavetta urophylla subsp. urophylla[1]

Pavetta urophylla Bremek. est une espèce de plantes de la famille des Rubiaceae et du genre Pavetta, selon la classification phylogénétique. 

## Distribution
C'est une espèce qu'on trouve en Afrique tropicale.
La variété Pavetta urophylla var. bosii S.D.Manning est endémique du Cameroun, où on la trouve dans la région du Sud. L'holotype a été récolté en 1970 au sommet du mont Calvaire, à 28 km ENE de Kribi, sur la route de Lolodorf.

## Liste des sous-espèces
Selon Catalogue of Life (30 septembre 2017) :
- sous-espèce Pavetta urophylla subsp. bosii
- sous-espèce Pavetta urophylla subsp. urophylla

Selon Tropicos (30 septembre 2017) (Attention liste brute contenant possiblement des synonymes) :
- sous-espèce Pavetta urophylla subsp. bosii S.D. Manning
- sous-espèce Pavetta urophylla subsp. urophylla